# Aberdeen and Briar Patch Railway
Die Aberdeen and Briar Patch Railway (AAR-reporting mark: ABPR) war eine amerikanische Eisenbahngesellschaft in North Carolina. Die im Besitz von Willard Formyduval befindliche Gesellschaft hatte ihren Sitz in Aberdeen (North Carolina).
Die Norfolk Southern Railway beschloss Anfang der 1980er Jahre die Bahnstrecke von Aberdeen nach Star stillzulegen. Daraufhin wurde am 1. August 1983 die Aberdeen and Briar Patch Railway gegründet. 1984 wurde der Betrieb auf der Strecke aufgenommen. Am 19. Juni 1987 übernahm die Aberdeen, Carolina and Western Railway das gesamte Anlagevermögen der ABPR.
Auf der 55 Kilometer langen Bahnstrecke wurden hauptsächlich Holzprodukte, Düngemittel, Baumaterial und Flüssiggas transportiert. Die Gesellschaft besaß eine gebrauchte EMD GP7 sowie 20 gedeckte Güterwagen und drei Behälterwagen.